# Gabriele Gillessen-Kaesbach
Gabriele Gertrud Gillessen-Kaesbach, geb. Gillessen, (* 16. Oktober 1953 in Heinsberg) ist eine deutsche Humangenetikerin.

## Leben
Von 1972  bis 1974 studierte sie Humanmedizin an der Universität Louis Pasteur in Straßburg, von 1975 bis 1976 Chemie an der Ruhr-Universität Bochum und von 1976 bis 1980 Humanmedizin an der Universität Essen. Nach der Approbation 1980 und der Promotion 1982 (Untersuchungen zur Bestimmung des freien Cortisols im Serum) wurde sie 1986 Fachärztin für Kinderheilkunde. 1988 wurde sie wissenschaftliche Angestellte am Institut für Humangenetik, Universitätsklinikum Essen. 1995 wurde sie Fachärztin für Humangenetik. Nach der Habilitation 1997 (Das Prader-Willi-Syndrom. Eine klinisch-genetische Analyse) lehrte sie von 2006 bis 2017 als Leiterin des Instituts für Humangenetik in Lübeck. Von 2010 bis 2013 war sie Vizepräsidentin für den Bereich Forschung der Universität zu Lübeck. Von 2018 bis 2025 war sie Präsidentin der Universität zu Lübeck.
Gillessen-Kaesbach hat zwei Söhne, darunter den Staatssekretär Till Kaesbach.

## Publikationen (Auswahl)
- Untersuchungen zur Bestimmung des freien Cortisols im Serum, Essen 1988.
- Das Prader-Willi-Syndrom: eine klinisch-genetische Analyse, Essen 1996.